# Anthospermum hirtum
Anthospermum hirtum är en måreväxtart som beskrevs av Carl Friedrich Wilhelm Cruse. Anthospermum hirtum ingår i släktet Anthospermum och familjen måreväxter. Inga underarter finns listade i Catalogue of Life.